# Evolución de la corteza terrestre

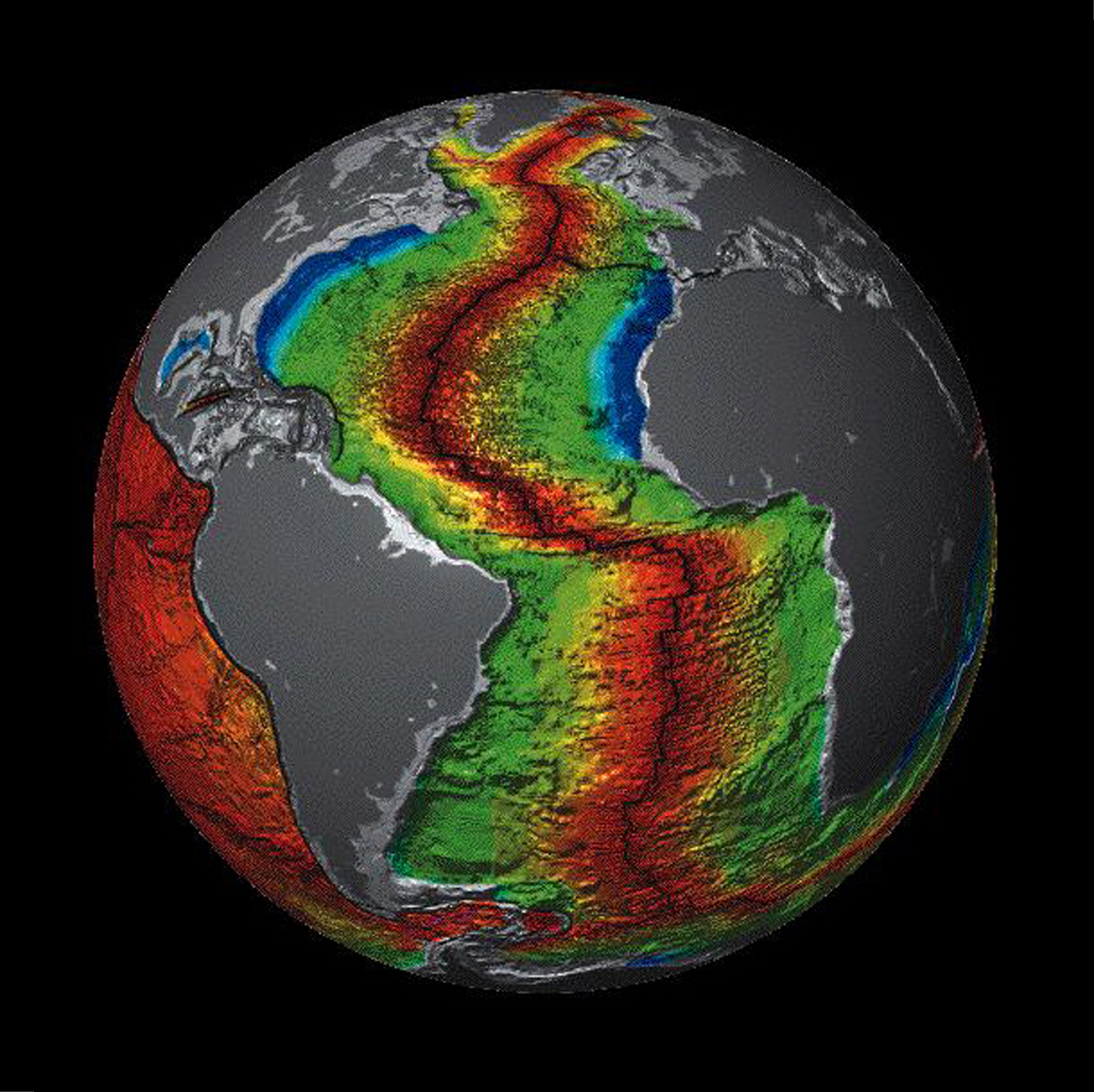
Mapa de la superficie de la corteza oceánica que muestra la generación de la corteza más joven (roja) y la eventual destrucción de la corteza más antigua (azul). Esto demuestra la evolución espacial de la corteza en la superficie de la Tierra dictada por la tectónica de placas.

La evolución de la corteza terrestre implica la formación, destrucción y renovación de la capa externa rocosa en la superficie de ese planeta. 
La variación en la composición dentro de la corteza terrestre es mucho mayor que la de otros planetas terrestres. Marte, Venus, Mercurio y otros cuerpos planetarios tienen cortezas relativamente cuasi uniformes a diferencia de la Tierra que contiene placas oceánicas y continentales. Esta propiedad única refleja la compleja serie de procesos de la corteza que han tenido lugar a lo largo de la historia del planeta, incluido el proceso continuo de tectónica de placas. 
Los mecanismos propuestos con respecto a la evolución de la corteza terrestre adoptan un enfoque orientado a la teoría. La evidencia y las observaciones geológicas fragmentarias proporcionan la base para soluciones hipotéticas a problemas relacionados con el sistema de la Tierra primitiva. Por lo tanto, una combinación de estas teorías crea tanto un marco de comprensión actual como una plataforma para futuros estudios. 

## Corteza temprana

### Mecanismos de formación temprana de la corteza
La Tierra primitiva estaba completamente fundida. Esto se debió a las altas temperaturas creadas y mantenidas por los siguientes procesos: 
- Compresión de la atmósfera temprana.
- Rotación axial rápida.
- Impactos regulares con planetesimales vecinos.[2]

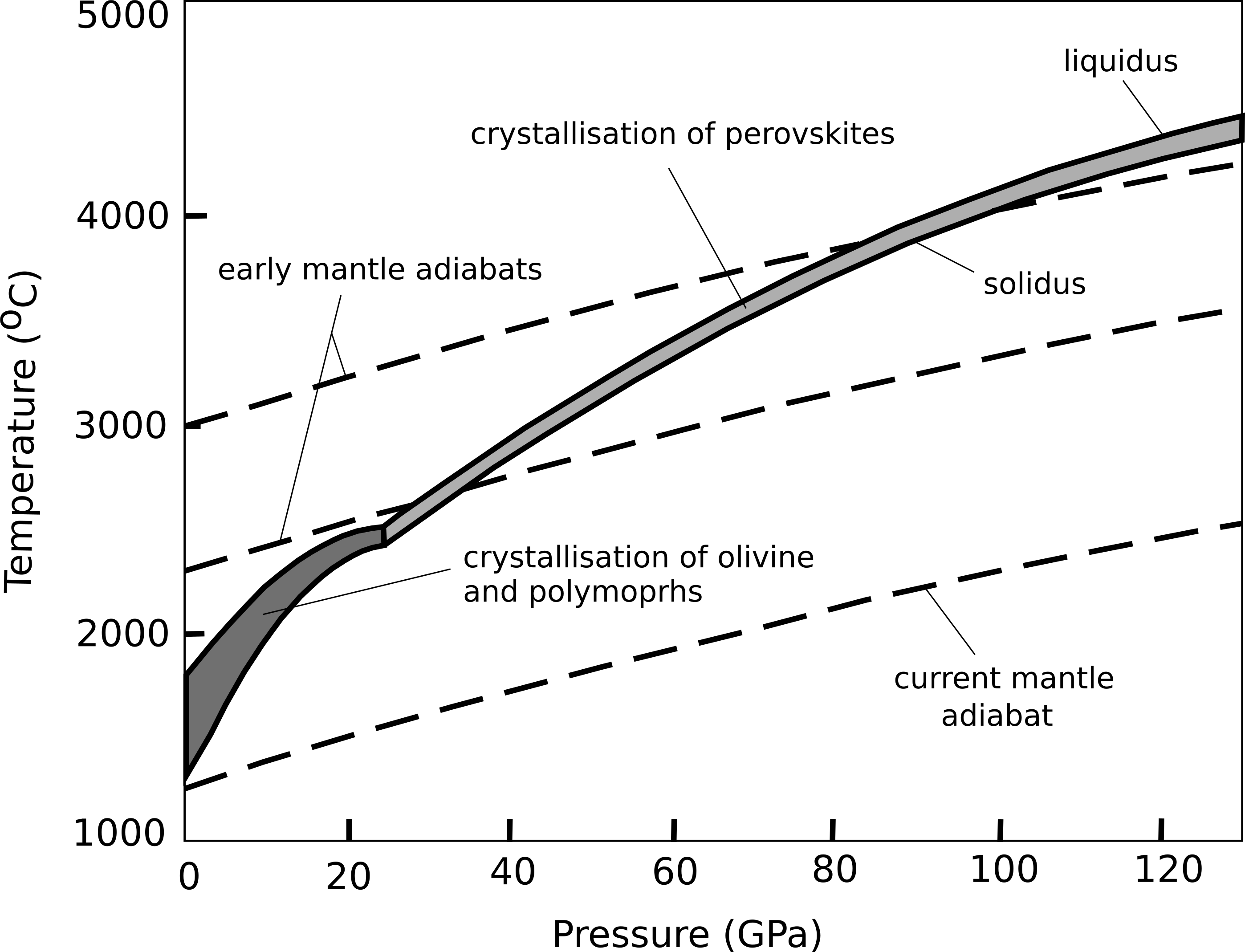
Un diagrama de fase que muestra la cristalización secuencial dentro del manto temprano, formando la corteza temprana. Un adiabático representa un cambio de temperatura con presión si no se pierde calor por convección. Los primeros adiabats del manto muestran que la cristalización tuvo lugar desde la base; por encima de aproximadamente 25 GPa, las perovskitas (manto profundo) comenzarían a cristalizarse, por debajo de 25 GPa, el olivino (manto superior) se cristalizaría.

El manto permaneció más caliente que las temperaturas de hoy en día en todo el arqueano. Con el tiempo, la Tierra comenzó a enfriarse a medida que la acumulación planetaria se desaceleró y el calor almacenado dentro del océano de magma se perdió en el espacio a través de la radiación. 
Una teoría para el inicio de la solidificación del magma establece que una vez que se enfriara lo suficiente, la base más fría del océano de magma comenzaría a cristalizarse primero. Esto es porque la presión de 25 GPa en la superficie hace que el solidus baje. La formación de una delgada 'corteza fría' en la superficie extrema proporcionaría aislamiento térmico a la superficie superficial poco profunda, manteniéndola lo suficientemente caliente como para mantener el mecanismo de cristalización del profundo océano de magma. 
La composición de los cristales producidos durante la cristalización del océano de magma varía con la profundidad. Los experimentos que involucran la fusión del magma de peridotita muestran que en el fondo del océano (> ≈700 m), el principal mineral presente sería Mg-perovskita, mientras que la olivina dominaría en las áreas menos profundas junto con sus polimorfos de alta presión, por ejemplo, granate y majorita.
Una teoría que contribuye a la formación de la primera corteza continental es a través del volcanismo plutónico intrusivo. El producto de estas erupciones formó una litosfera caliente y gruesa que se sometió a ciclos regulares con el manto. El calor liberado por esta forma de vulcanismo, además de ayudar a la convección del manto, aumentó el gradiente geotérmico de la corteza temprana.

## Dicotomía cortical
La dicotomía de la corteza es el contraste distintivo en la composición y la naturaleza de las placas oceánicas y continentales, que juntas forman la corteza general. 

### Sincronización
En la actualidad, las costras oceánicas y continentales se producen y mantienen a través de procesos tectónicos de placas. Sin embargo, es improbable que los mismos mecanismos hayan producido la dicotomía cortical de la litosfera temprana. Se cree que esto es cierto sobre la base de que secciones de la delgada litosfera continental de baja densidad que originalmente se creía que cubrían el planeta no podrían haber sido subducidas una debajo de la otra.
En consecuencia, se ha propuesto un momento relativo propuesto para la dicotomía de la corteza, indicando que la dicotomía comenzó antes del comienzo de la tectónica de placas global. Esto es para que se pueda establecer una diferencia en la densidad de la corteza para facilitar la subducción de la placa.

### Formación

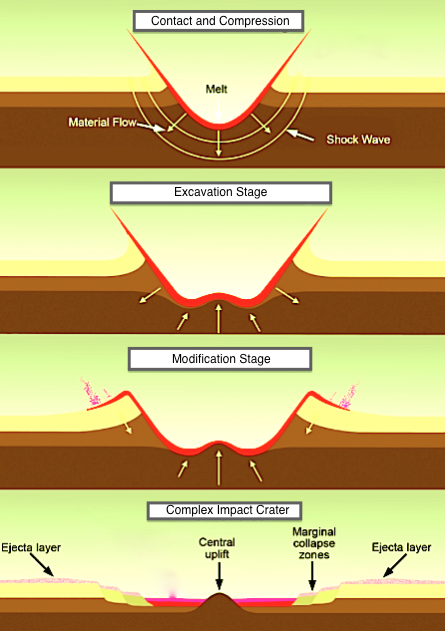
Desarrollo de la base de un cráter de impacto en la superficie de la Tierra que muestra el relleno de fundidos parciales basálticos del manto. Esto se solidificó para formar la corteza oceánica diferenciada temprana.

#### Cráter de impacto
Se pueden reconocer grandes y numerosos cráteres de impacto en cuerpos planetarios de todo el Sistema Solar. Se cree que estos cráteres se remontan a un período en el que hubo un aumento en la frecuencia e intensidad de los impactos de asteroides con planetas terrestres, conocidos como el bombardeo pesado tardío, que terminó hace aproximadamente 4 mil millones de años. Esta propuesta continúa afirmando que la Tierra también habría sostenido la misma intensidad relativa de formación de cráteres que otros planetesimales en el Sistema Solar. Por lo tanto, solo debido a las altas tasas de erosión de la Tierra y la constante tectónica de placas, los cráteres no son visibles hoy en día. Al aumentar el número y el tamaño de los cráteres de impacto vistos en la Luna para adaptarse al tamaño de la Tierra, se predice que al menos el 50% de la corteza inicial de la Tierra estaba cubierta de cuencas de impacto. Esta estimación proporciona un límite inferior del efecto que los cráteres de impacto tuvieron en la superficie de la Tierra. 

##### Efectos
Los principales efectos del cráter de impacto en la litosfera temprana fueron: 
- Formación de grandes cráteres. El rebote isostático ajustaría la profundidad de los cráteres haciéndolos relativamente poco profundos en comparación con su diámetro;[10] algunos alcanzan 4 km de profundidad y 1000 km de diámetro.[8]
- División topográfica entre las cuencas de impacto bajas y la superficie ahora elevada.[9]
- Liberó la presión en la superficie de la eliminación de la sobrecarga. Esto produjo un mayor aumento de la temperatura con la profundidad debajo de la superficie. El aumento de las temperaturas superficiales causó la fusión parcial del manto que estalló y se depositó dentro de las cuencas superficiales. El manto de pirolita habría producido derretimientos parciales basálticos, que contrastaban compositivamente con la corteza siálica existente.

La magnitud de estos impactos se interpreta, con un alto nivel de incertidumbre, que ha convertido aproximadamente la mitad de la corteza 'continental' en mare terrestre, proporcionando así un método para la formación de dicotomía cortical, como se ve hoy.

## Tipos de corteza

### Corteza primordial
La cristalización inicial de minerales del océano de magma formó la corteza primordial. 
Una posible explicación de este proceso establece que la solidificación resultante del borde del manto tuvo lugar aproximadamente 4.43 Ga. Esto produciría posteriormente continentes compuestos de komatiita, una roca ultramáfica rica en magnesio con un alto punto de fusión y baja viscosidad dinámica. Otra línea de investigación da seguimiento a esto, proponiendo que las diferencias en las densidades de los cristales recién formados causaron la separación de las rocas de la corteza; corteza superior compuesta en gran parte de gabros fraccionados y corteza inferior compuesta de anortositas. El resultado general de la cristalización inicial formó una corteza primordial aproximadamente 60 km de profundidad. 
La falta de certeza con respecto a la formación de la corteza primordial se debe a que no quedan ejemplos actuales. Esto se debe a las altas tasas de erosión de la Tierra y la subducción y posterior destrucción de las placas tectónicas a lo largo de sus 4.5 Ga de historia. Además, durante su existencia se cree que la corteza primordial se ha roto y reformado regularmente por impactos que involucran a otros planetesimales. Esto continuó durante varios cientos de millones de años después de la acumulación, que concluyó aproximadamente 4.4 Ga. El resultado de esto sería la alteración constante en la composición de la corteza primordial, aumentando la dificultad para determinar su naturaleza. 

### Corteza secundaria
El reciclaje de la corteza primordial existente contribuye a la producción de corteza secundaria. La fusión parcial de la corteza existente aumenta el contenido máfico de la corteza secundaria basáltica productora de la masa fundida. Un método adicional de formación debido a la descomposición de elementos radiactivos dentro de la Tierra liberando energía térmica y eventualmente causando la fusión parcial del manto superior, produciendo también lavas basálticas. Como resultado, la mayor parte de la corteza secundaria en la Tierra se forma en las crestas oceánicas medias que forman la corteza oceánica. 

### Corteza terciaria
La corteza continental actual es un ejemplo de corteza terciaria. La corteza terciaria es el tipo de corteza más diferenciada y, por lo tanto, tiene una composición muy diferente a la de la Tierra a granel. La corteza terciaria contiene más del 20% de la abundancia de elementos incompatibles, que son elementos con un tamaño o carga que impiden su inclusión en la estructura mineral. Esto es el resultado de su generación a partir de la subducción y fusión parcial de la corteza secundaria donde se somete a una cristalización fraccionada adicional. Dos etapas de la evolución producen una mayor proporción de elementos incompatibles. 

## Iniciación de la tectónica de placas

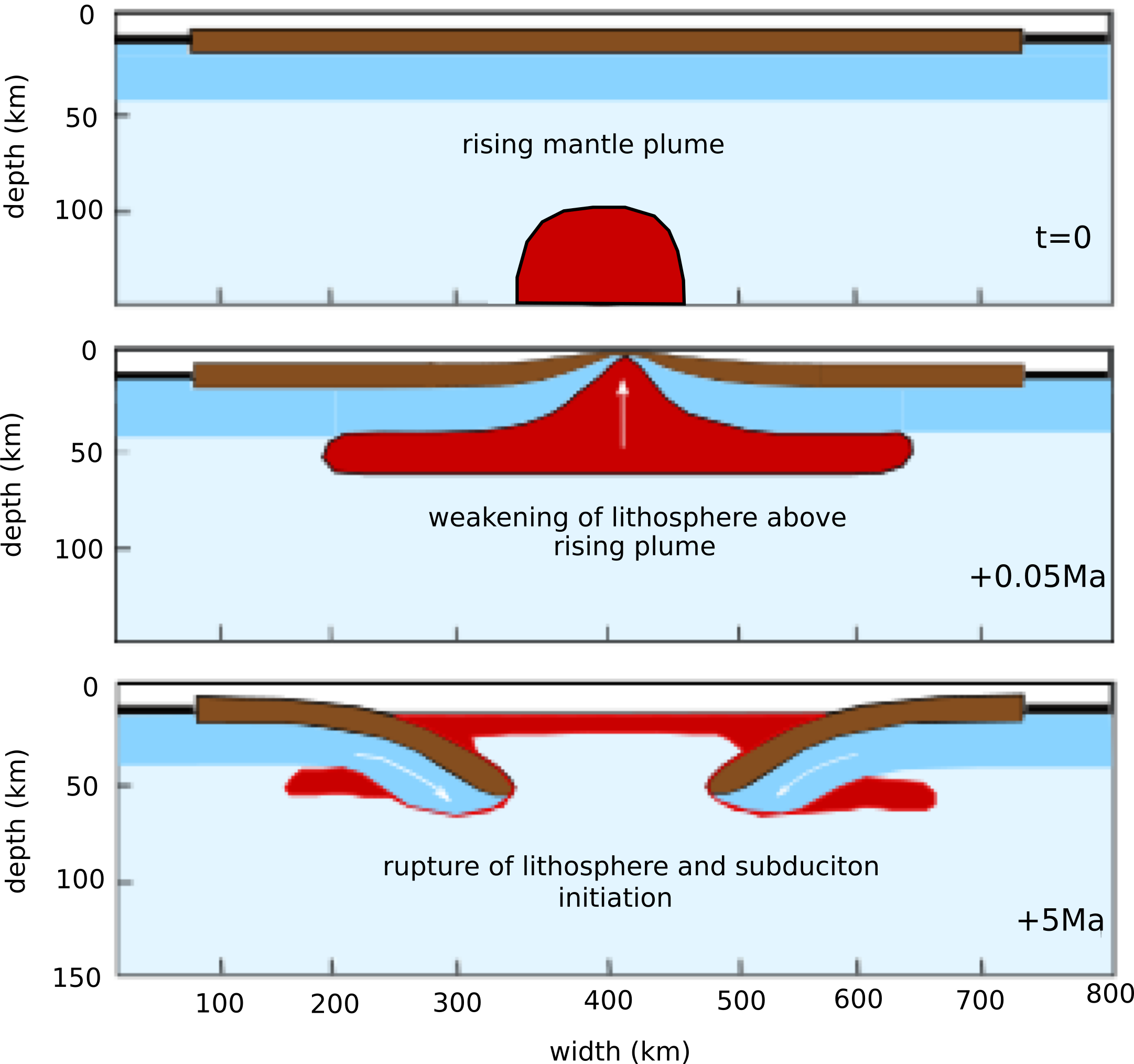
Un diagrama evolutivo esquemático que muestra el impacto de un penacho de manto en la litosfera temprana (azul oscuro) y la protocostra superficial (marrón). Esto inició la subducción y la posterior tectónica de placas global dentro de una litosfera previamente no separada que no tenía movimiento en la superficie lateral.

### Subducción inducida por penacho
La formación y el desarrollo de plumas en el manto temprano contribuyeron a desencadenar el movimiento lateral de la corteza a través de la superficie de la Tierra. El efecto de las plumas de manto ascendente en la litosfera se puede ver hoy en día a través de depresiones locales alrededor de puntos calientes como Hawái. La escala de este impacto es mucho menor que la exhibida en el eón de Archean, donde las temperaturas del manto eran mucho mayores. Las áreas localizadas de manto caliente se elevaron a la superficie a través de una cuña de penacho central, debilitando la litosfera dañada y ya delgada. Una vez que la cabeza del penacho rompe la superficie, la corteza a ambos lados de la cabeza es forzada hacia abajo a través de la conservación de la masa, iniciando la subducción. El modelo numérico muestra que solo las plumas fuertemente enérgicas son capaces de debilitar la litosfera lo suficiente como para romperla, tales plumas habrían estado presentes en el manto caliente de Archean.
La subducción pretectónica también se puede inferir del vulcanismo interno en Venus. Artemis Corona es un gran penacho formado por la corriente ascendente de magma derivado del manto y está en una escala potencialmente comparable a la del manto de Archean. Los modelos que usan sus características conocidas mostraron que el magmatismo continuo del calor conductor a través del penacho causó el colapso gravitacional. El peso del colapso provocó la propagación de la corteza circundante hacia afuera y la subsiguiente subducción alrededor de los márgenes. La naturaleza anhidra de la corteza en Venus evita que se deslice entre sí, mientras que a través del estudio de los isótopos de oxígeno, la presencia de agua en la Tierra se puede confirmar a partir de 4.3 Ga. Por lo tanto, este modelo ayuda a proporcionar un mecanismo de cómo la tectónica de placas podría haberse activado en la Tierra, aunque no demuestra que la subducción se inició en la presencia confirmada más temprana de agua en la Tierra. Basado en estos modelos, el inicio de la subducción y la tectónica de placas está fechado en 3.6 Ga.

### Bombardeo pesado tardío
El cráter de impacto también tuvo consecuencias tanto para el desarrollo de la subducción inducida por el penacho como para el establecimiento de la tectónica de placas global. El empinamiento de los gradientes geotérmicos podría haber mejorado directamente el transporte del manto convectivo, que ahora debajo de una litosfera cada vez más fracturada podría haber creado tensiones lo suficientemente grandes como para causar la ruptura y la separación de la corteza en placas. 

## Tasas de crecimiento de la corteza

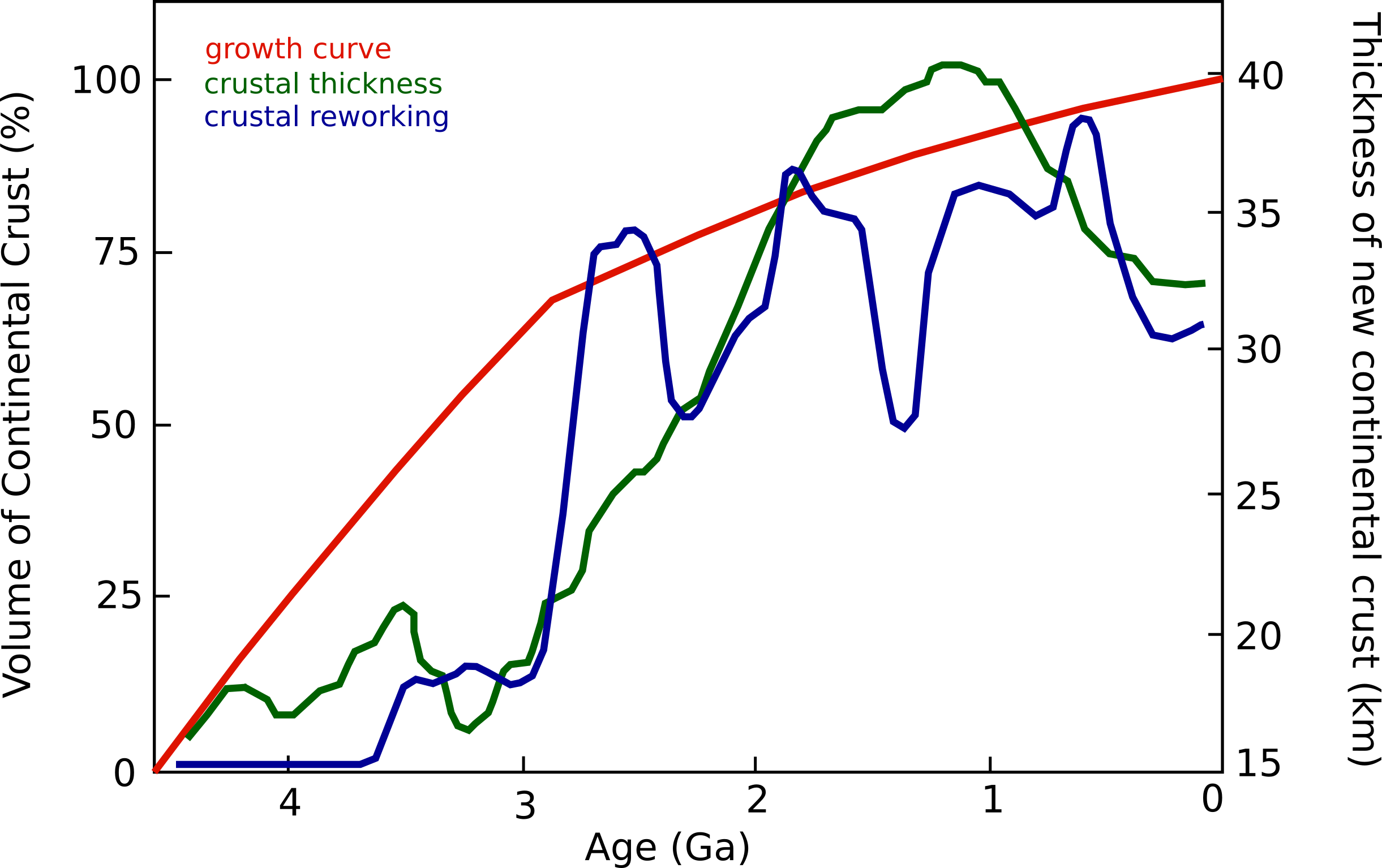
Gráficos que muestran la tasa de crecimiento de la corteza continental a lo largo del tiempo como un porcentaje de la masa total, junto con el espesor asociado de la corteza recién generada. La trama de reelaboración de la corteza representa la cantidad de alteración posformacional sufrida por la corteza. El aumento dramático en la reelaboración de la corteza y la reducción en la tasa de crecimiento de la corteza a aproximadamente 3.6 Ga representa el inicio de la subducción y la tectónica de placas.

### Datación litológica
Las tasas de crecimiento de la corteza se pueden usar para calcular las estimaciones de la edad de la corteza continental. Esto se puede hacer a través del análisis de rocas ígneas con la misma composición isotópica que la roca inicial del manto. Estas rocas ígneas están fechadas y se supone que son evidencia directa de la formación de nueva corteza continental. Las edades resultantes de rocas ígneas juveniles isotópicas dan picos distintos, que representan una mayor proporción de rocas ígneas y, por lo tanto, un mayor crecimiento de la corteza, en 2.7, 1.9 y 1.2 Ga. La validez de estos resultados se cuestiona, ya que los picos podrían representar períodos de conservación en lugar de una mayor generación de corteza continental. Esto se ve reforzado por el hecho de que tales picos no se observan en el tiempo geológico reciente en el que se considera que el magmatismo resultante de la subducción de placas ha contribuido fuertemente a producir nueva corteza.
Las tasas de crecimiento de la corteza de las rocas ígneas se pueden comparar con las tasas generadas por las relaciones de isótopos radiogénicos en las rocas sedimentarias. Las proyecciones de las tasas de crecimiento utilizando estas técnicas no producen picos escalonados, sino curvas suaves y poco profundas que presentan una tasa más constante de crecimiento de la corteza. Aunque representativos de largos períodos de tiempo, se encuentran limitaciones cuando las muestras no representan únicamente eventos de producción magmática. En cambio, las muestras incluyen la mezcla de sedimentos que produce una mezcla de relaciones de isótopos originales y alteradas. 

### Datado del circón
Los minerales de circón pueden ser granos detríticos de rocas sedimentarias y cristales en rocas ígneas. Por lo tanto, una combinación de formas de circón puede proporcionar una estimación más precisa de las tasas de crecimiento de la corteza. Además de esto, los minerales de circón pueden estar sujetos a análisis de relación de isótopos de Hf y O. Esto es importante, ya que los isótopos Hf indican si una roca se origina en el manto o una roca existente. Los altos valores de δ18 O de las circonitas representan rocas recicladas en la superficie de la Tierra y, por lo tanto, potencialmente producen muestras mixtas. El resultado de este análisis combinado es circones válidos que muestran períodos de aumento de la generación de la corteza en 1.9 y 3.3 Ga, el último de los cuales representa el período de tiempo posterior al comienzo de la tectónica de placas global.